# フィーバーメタルボルカノ
『フィーバーメタルボルカノ』は、1994年2月にSANKYOが発売した、火山の噴火をモチーフにしたパチンコ機のシリーズ名。
『フィーバーメタルボルカノⅠ』と『フィーバーメタルボルカノⅡ』の2機種がある。

## 概要
液晶型のデジパチ。7セグメントによるデジタルディスプレイを使用している。ノーマル機で16種のいずれかの図柄が3つ揃うと大当たりとなる。

## スペック
- フィーバーメタルボルカノⅠ
  - 賞球数 7&15
  - 大当たり最高継続 R16
  - 大当たり確率 1/254
- フィーバーメタルボルカノⅡ
  - 賞球数 7&15
  - 大当たり最高継続 R16
  - 大当たり確率 1/254

## 図柄
- 0~9
- F
- J
- P
- L
- U
- C

## 演出
デジタルが搭載されている役物が可動式となっており、リーチ時にデジタルそのものが回転したり、前後したりと激しく動いた。

## サウンドトラック
- 『パチンコ・ミュージック・フロム SANKYO FEVER WARS』 キングレコード、1998年8月21日。KICA-1217。
  - BGMが収録されている。